# Gustave Castan
Gustave Eugène Castan (Genève, 23 december 1823 - Crozant, 29 juli 1892) was een Zwitsers kunstschilder.

## Biografie
Gustave Castan was een zoon van Pierre Castan en van Elisabeth Rilliet. In 1853 huwde hij met Caroline Martin. Hij volgde een artistieke opleiding aan de kunstacademie van Genève. Vanaf 1843 studeerde hij in het atelier van Alexandre Calame, met wie hij een reis naar Italië zou maken. In 1849 stelde hij voor het eerst zijn werk tentoon in Genève, en trok hij naar Parijs. Zijn werk werd beïnvloed door Jean-Baptiste Corot en is te vergelijken met dat van Charles-François Daubigny. Vanaf 1864 ontwikkelde hij een professionele band met George Sand. Tussen 1855 en 1882 stelde hij zijn landschapsschilderijen tentoon op 23 Parijse salons. Hij was een stichtend lid van de Société suisse des peintres et sculpteurs en was toegevoegd conservator van het historisch museum van de stad Genève.

## Galerij

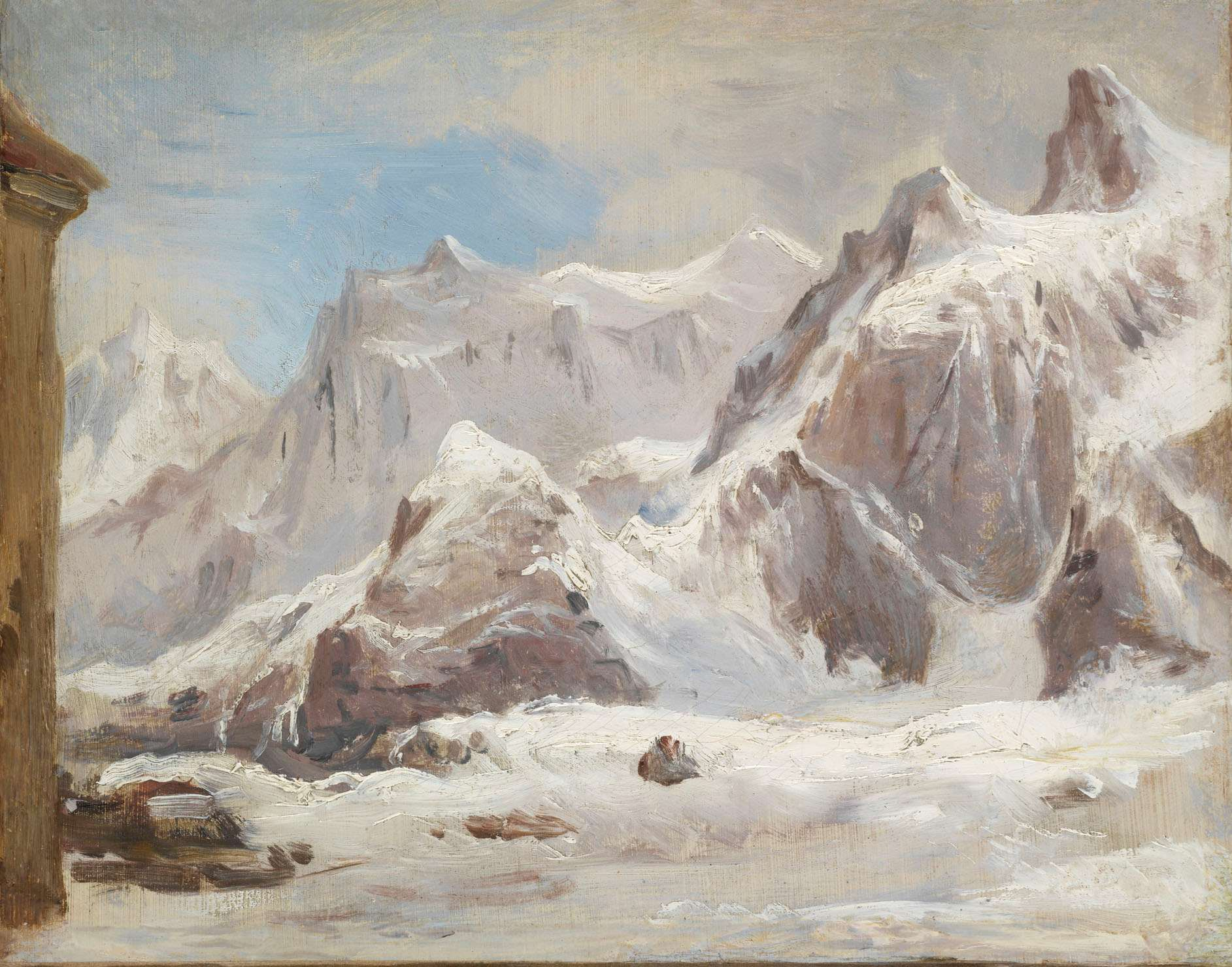
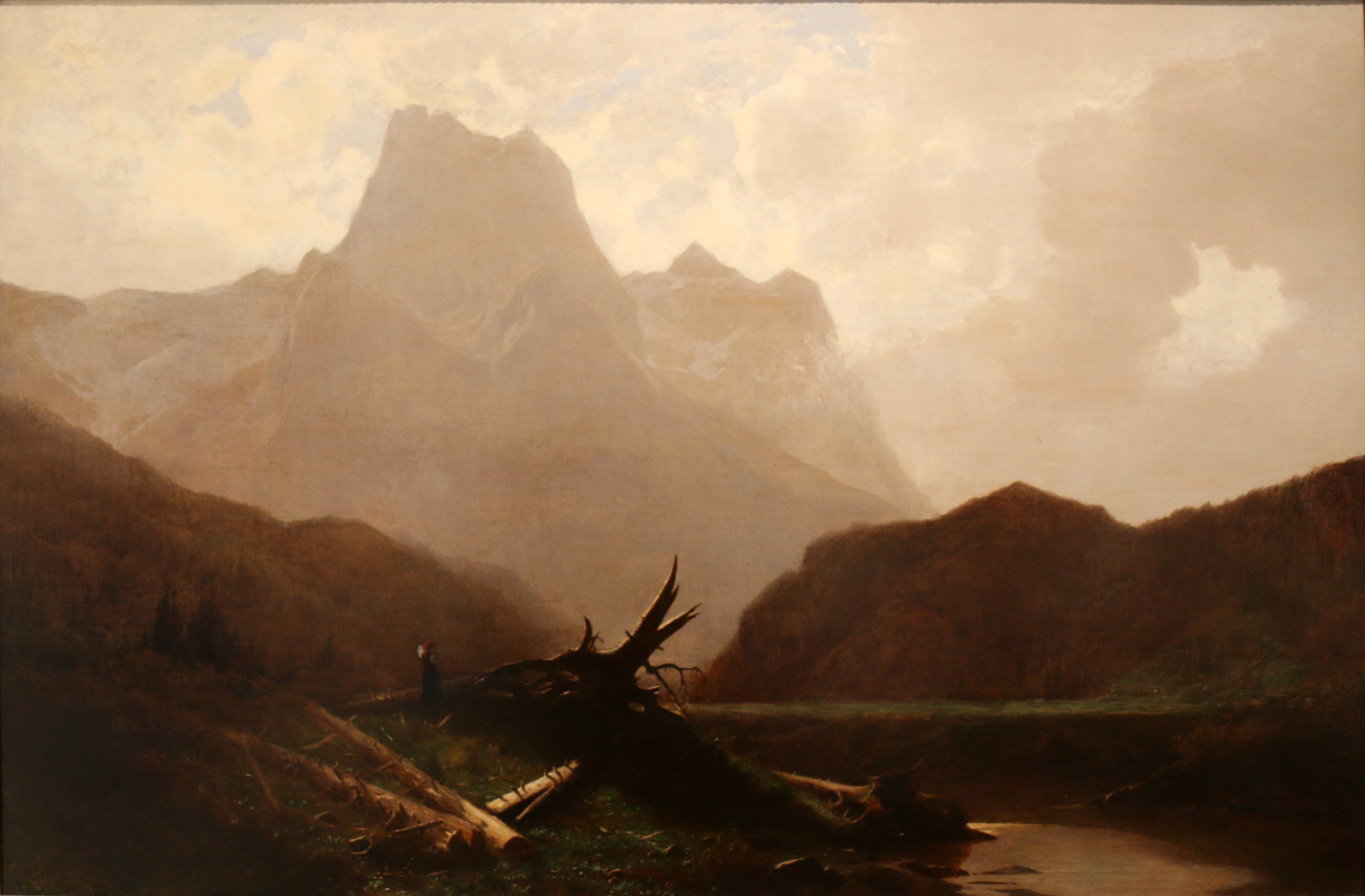
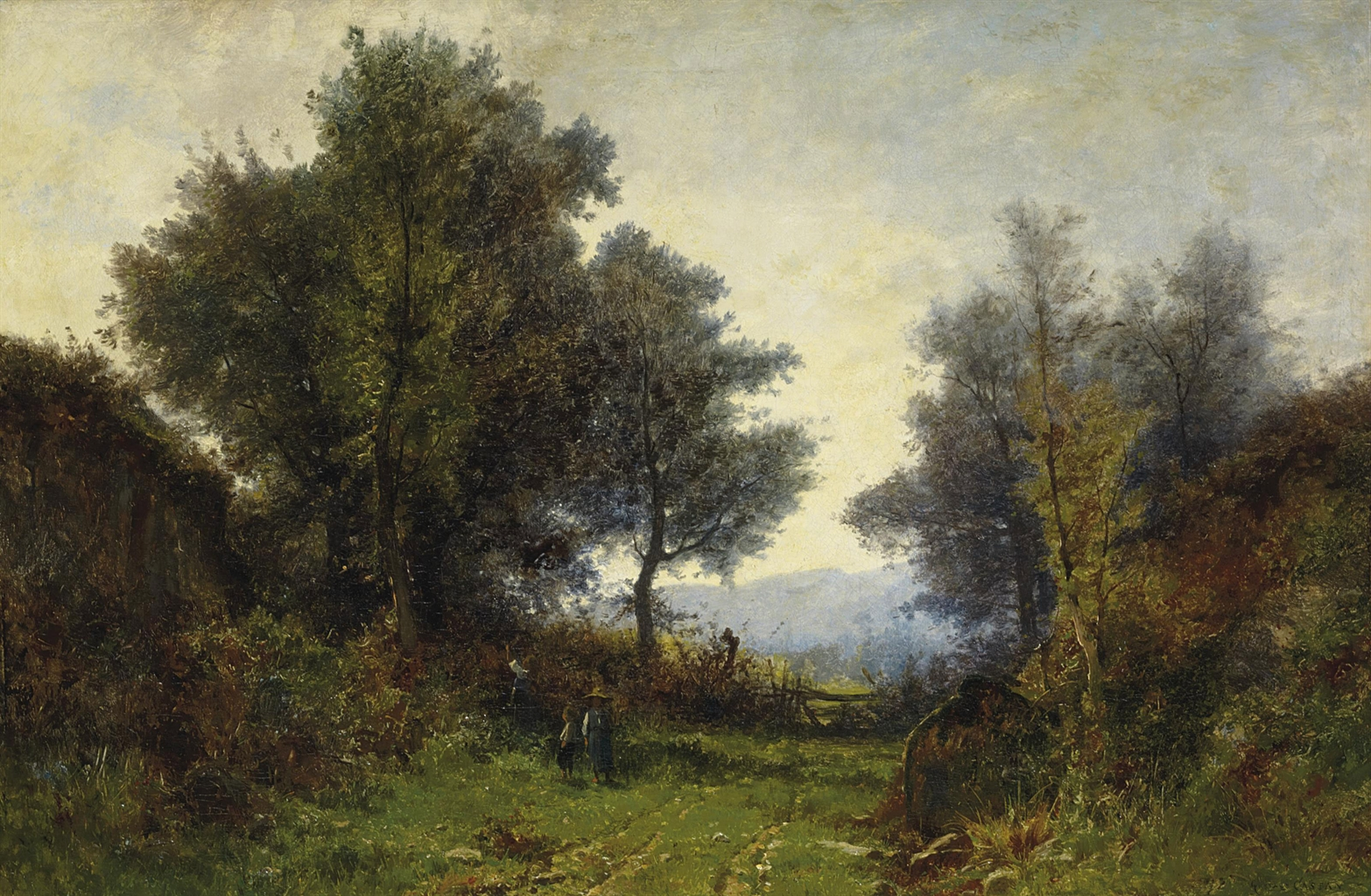
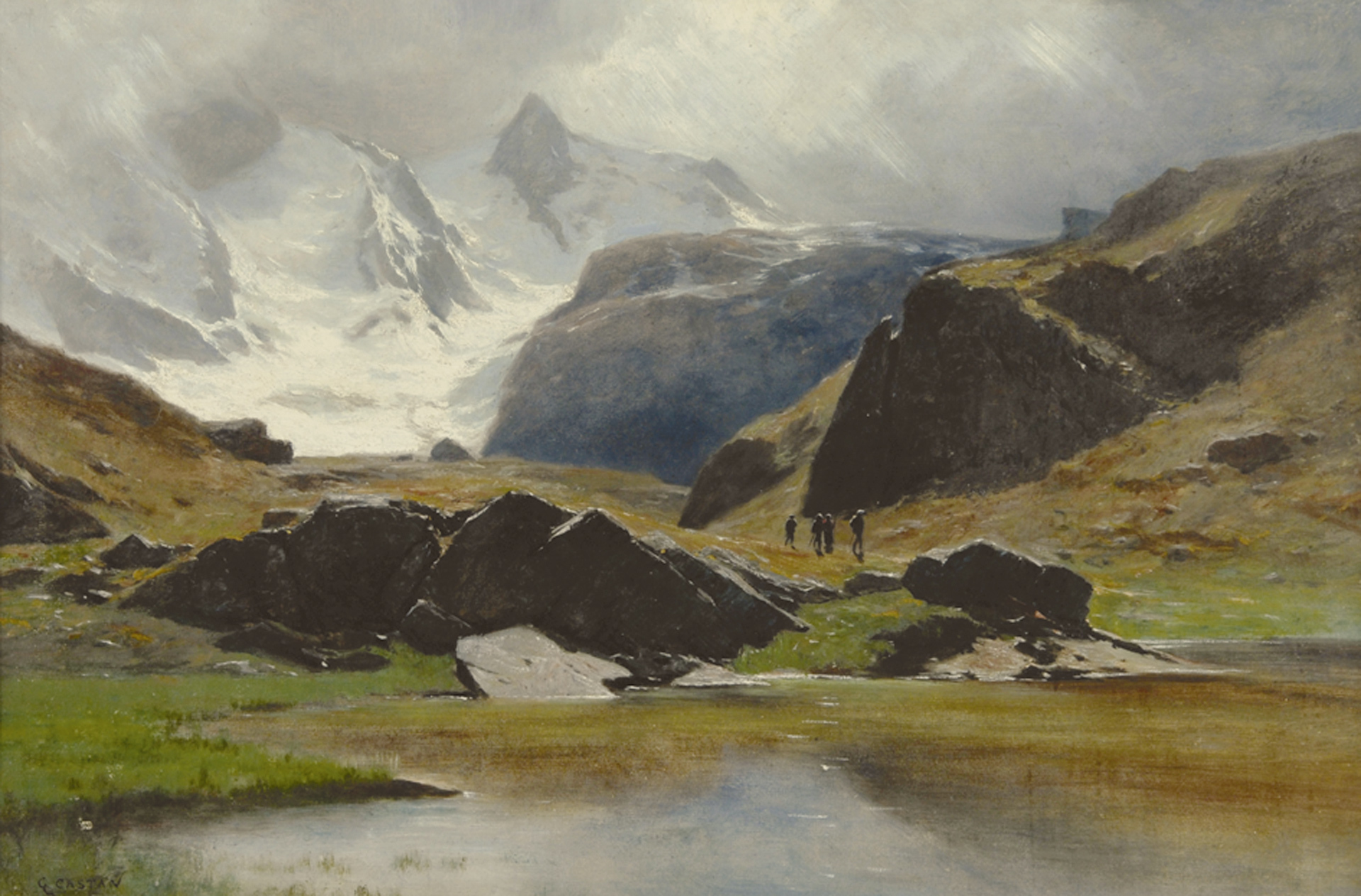

- Bibliothèque nationale de France: cb12507534p (data)
- Gemeinsame Normdatei: 124993354
- Historisch woordenboek van Zwitserland: 025943
- International Standard Name Identifier: 0000 0000 6679 8319
- Réseau des bibliothèques de Suisse occidentale: 02-A023783765
- RKD-Nederlands Instituut voor Kunstgeschiedenis: 15807
- SIKART: 4022880
- Système universitaire de documentation: 255993684
- Union List of Artist Names: 500104404
- Virtual International Authority File: 3420164
- WorldCat: E39PBJdWWwyjxGdKYKKmtbhCQq